# Александровка (Флорештский район)
Алекса́ндровка (рум. Alexandrovca) — село в Флорештском районе Молдавии. Наряду с селом Трифанешты входит в состав коммуны Трифанешты.

## География
Александровка расположена на левом берегу реки Кайнар (приток Реута) в 20 км к северо-западу от Флорешт, 10 км от железнодорожной станции Маркулешты и 1 км от Трифанешты.
Площадь села — 16,9 км², количество хозяйств — 218.
Село расположено на высоте 99 метров над уровнем моря.

## Население
По данным переписи населения 2004 года, в селе Александровка проживает 453 человека (213 мужчины, 240 женщин).
Этнический состав села:
| Национальность | Число жителей | Процентный состав |
| -------------- | ------------- | ----------------- |
| украинцы       | 190           | 59,38             |
| молдаване      | 120           | 37,97             |
| румыны         | 1             | 1,55              |
| русские        | 2             | 1,1               |
| Всего          | 314           | 100 %             |

## Инфраструктура
В селе работает магазин, пункт медицинской помощи, дом культуры, отель, курорт, 2 кинотеатра, 2 стадиона, бассейн